# Apotheose

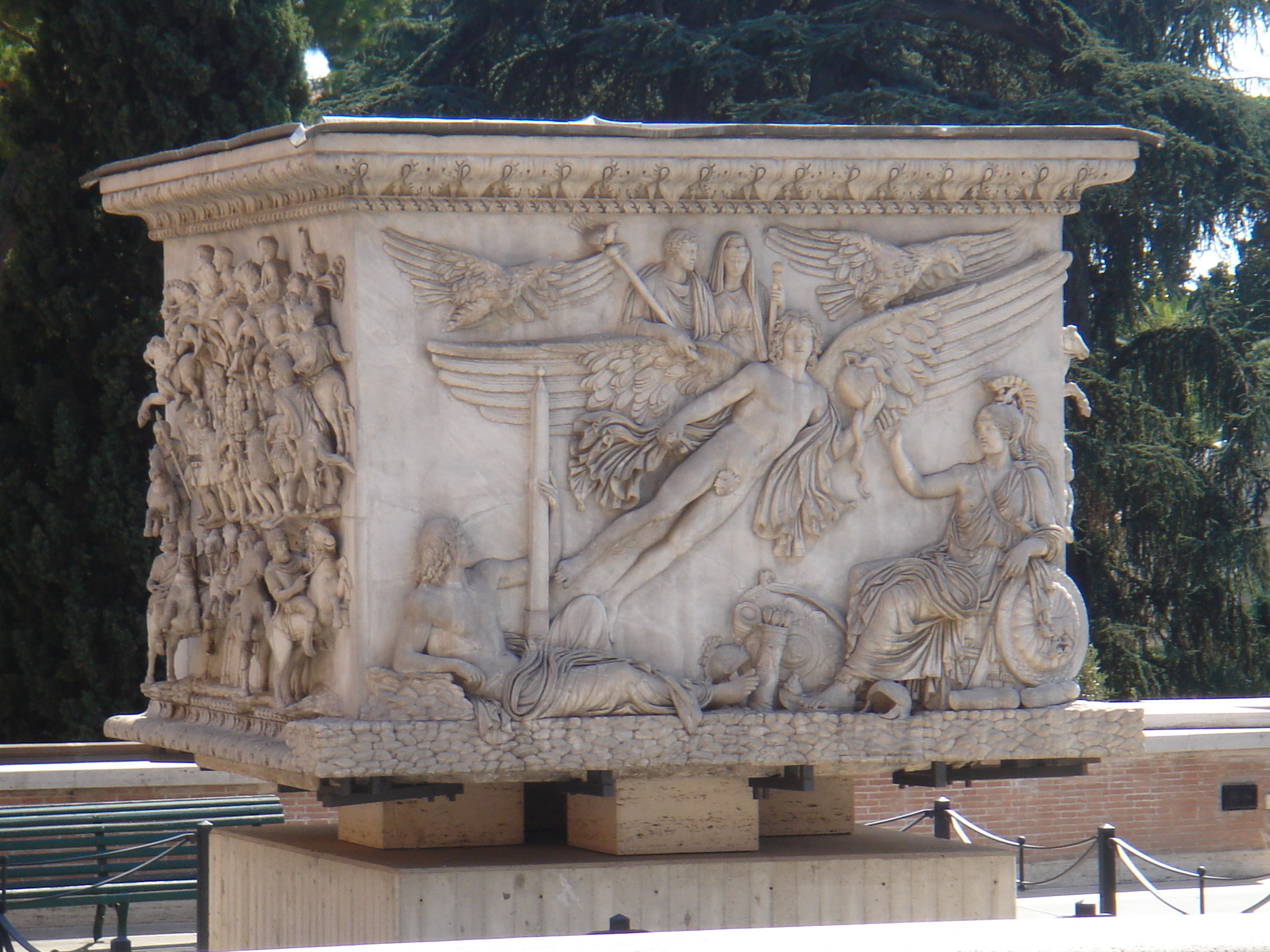
Die Basis der heute verlorenen Antoninus-Pius-Säule zeigt die Apotheose dieses Kaisers und seiner Gattin.

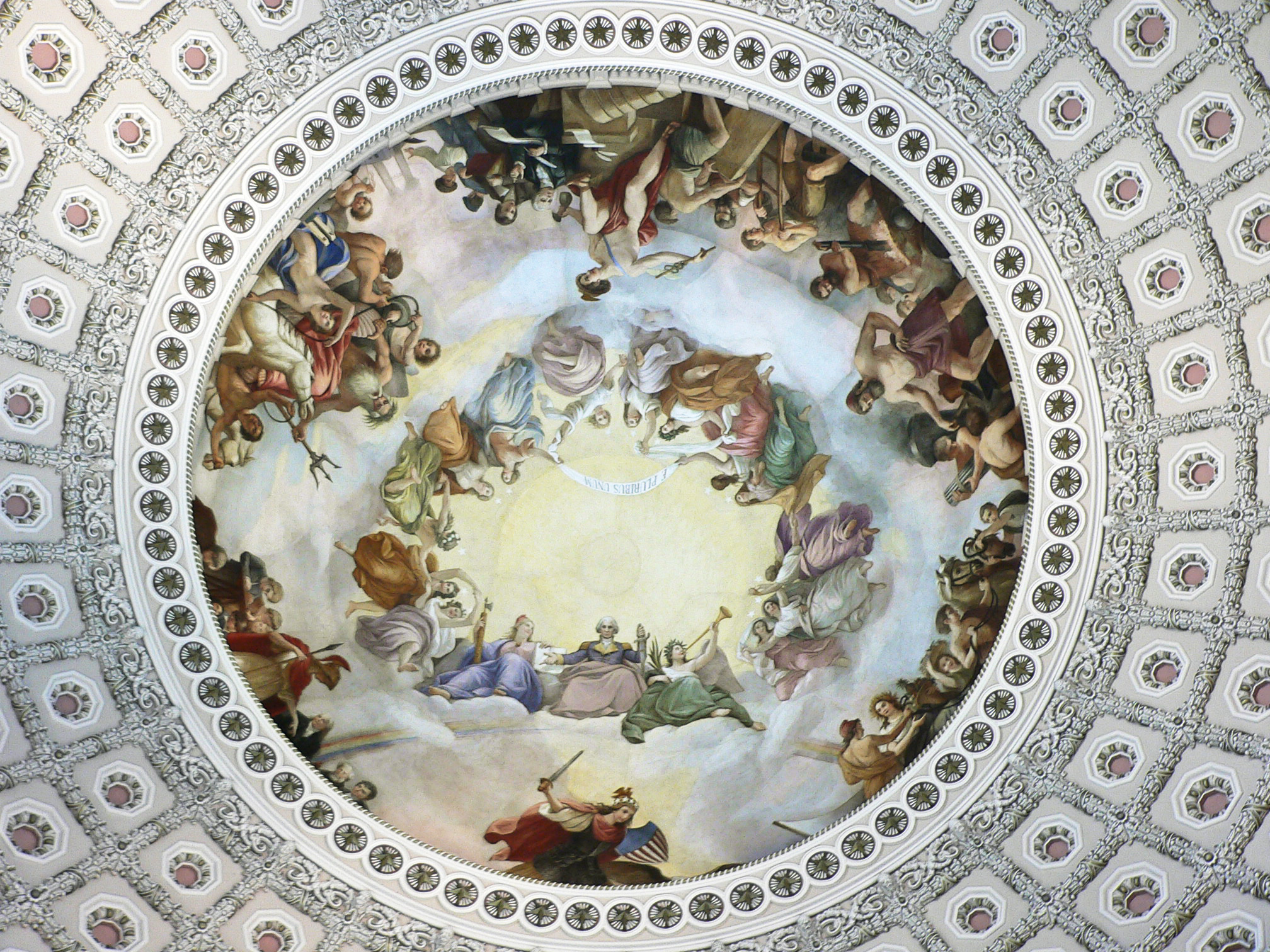
Constantino Brumidi: Apotheose George Washingtons (1865).

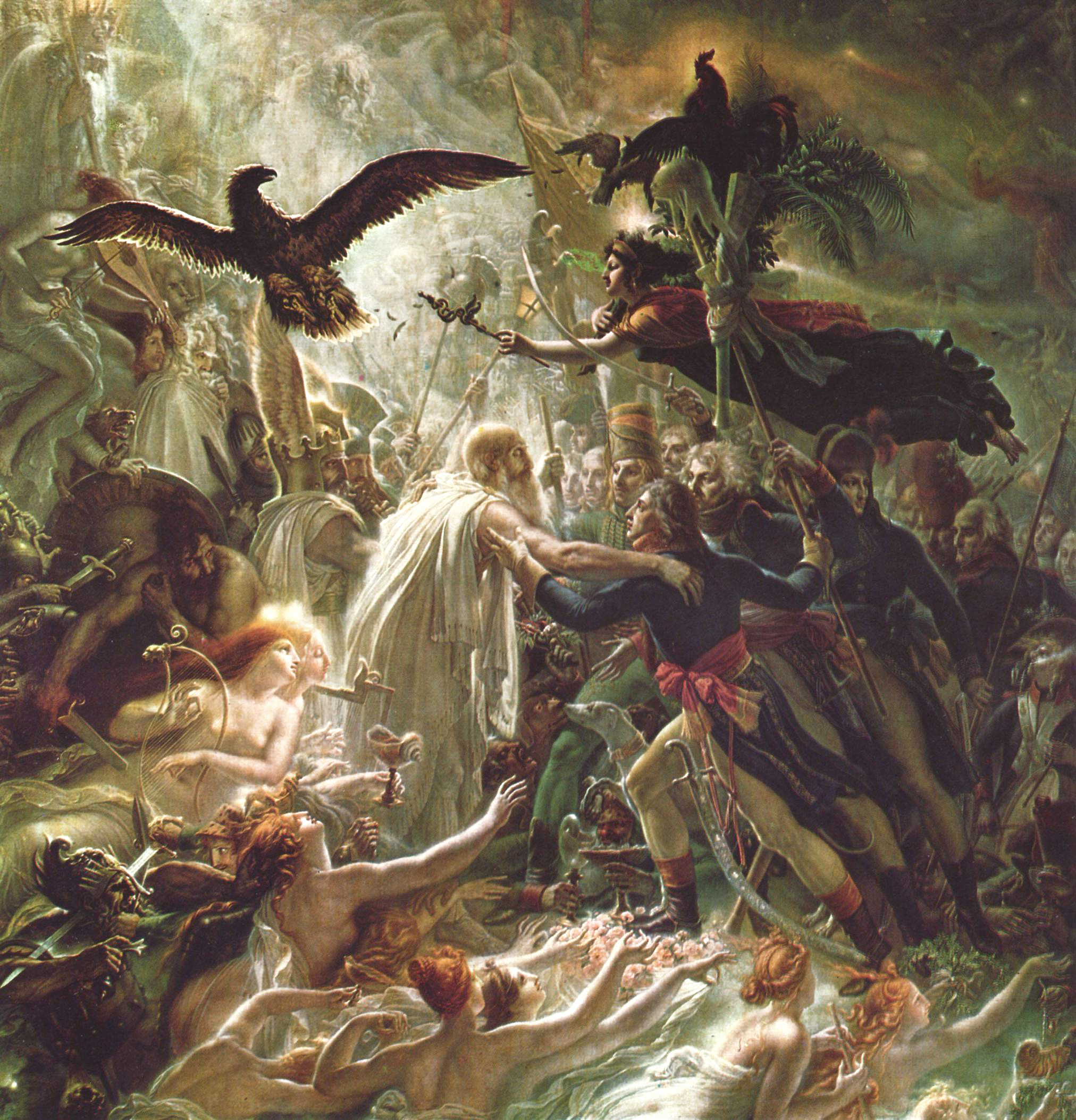
Anne-Louis Girodet-Trioson: Apotheose der für das Vaterland gefallenen französischen Helden (1801)

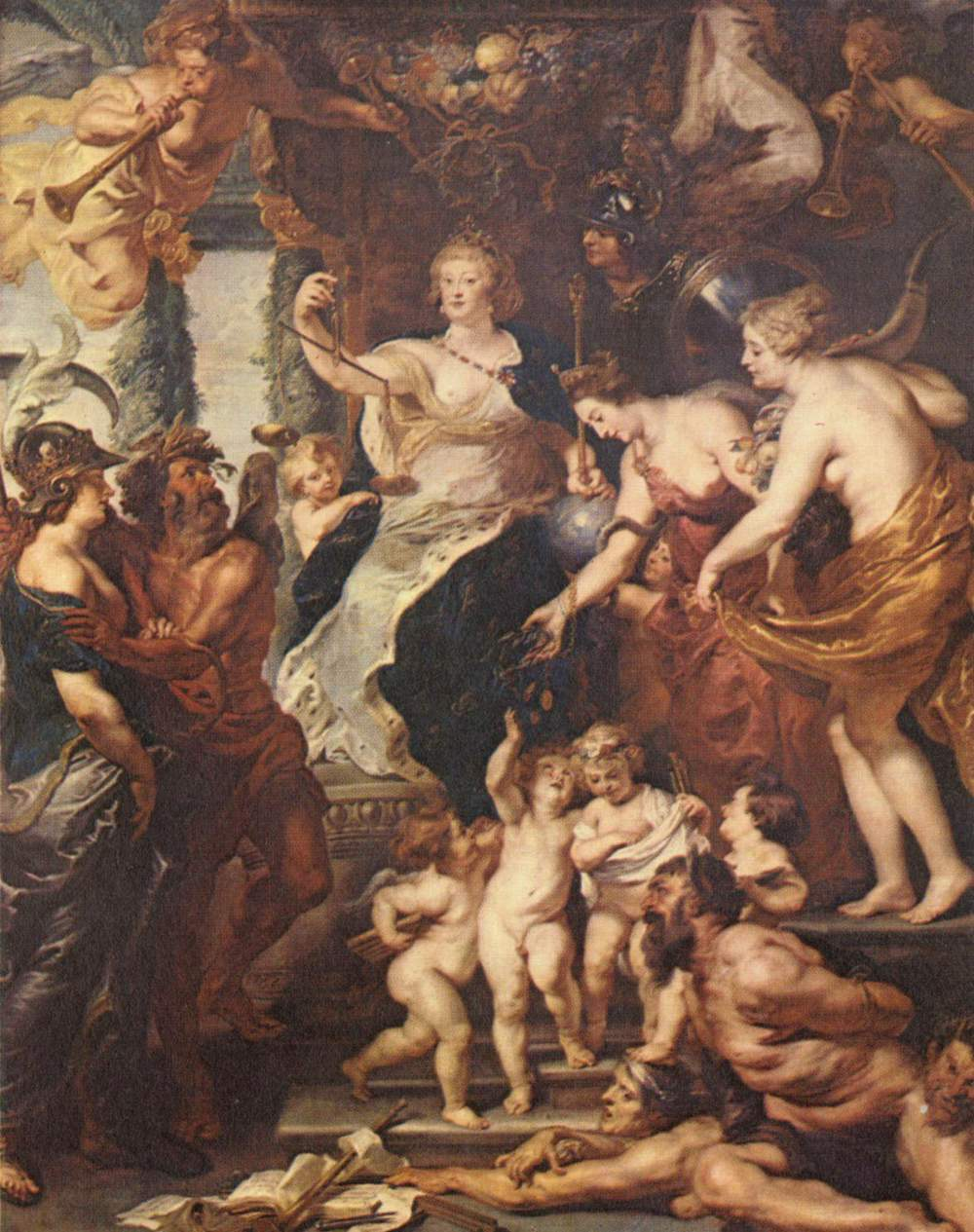
Peter Paul Rubens: Die glückliche Regentschaft der Maria von Medici aus dem Medici-Zyklus (ca. 1622–1625)

Apotheose (altgriechisch ἀποθέωσις apothéōsis „Vergottung“) bezeichnet ursprünglich die Vergöttlichung, das heißt die Erhebung eines Menschen zu einem Gott oder Halbgott, wird aber auch nur zur Beschreibung einer Verherrlichung oder Verklärung verwendet. Sie ist nicht mit der Theosis der christlichen Ostkirchen zu verwechseln.

## Antike
Der Gedanke einer Apotheose hat seinen Ursprung im ägyptischen und griechischen Altertum in einer Zeit, als teils geglaubt wurde, dass „große Persönlichkeiten“ zu Göttern würden und wie diese verehrt wurden. Hinter der Divinisierung zu Lebzeiten steckte mitunter der Gedanke, dass sich eine lebende Gottheit stärker um das Wohlergehen eines Volkes oder einer Gemeinschaft kümmert als ein einfacher Herrscher; teils waren die Zusammenhänge aber auch sehr viel komplexer (siehe etwa hellenistischer Herrscherkult). Seit Kaiser Augustus seinen Adoptivvater Gaius Iulius Caesar postum unter die Götter erheben ließ, wurde es im Römischen Reich bald gängiger Brauch, dass Kaiser ihre Vorgänger, sofern sie diese für legitim hielten, vom Senat zum divus erheben ließen (siehe Kaiserkult). Selbst nach der Christianisierung des Reiches blieb es bis ins frühe 6. Jahrhundert üblich, einen als rechtmäßig geltenden verstorbenen Herrscher als divus zu bezeichnen, auch wenn eine formale Apotheose seit dem späten 4. Jahrhundert nicht mehr vorkam.

## Die Apotheose als Erzähltopos
Die Apotheose ist ein Topos, der verwendet wird, um das Ende einer Erzählung zu verklären. Bereits antike griechische Komödien enden mit einer Apotheose, etwa Die Vögel von Aristophanes.

### Im Ballett und Musiktheater
Besondere Bedeutung hat die Apotheose als Stilmittel im klassischen Ballett erlangt, wenn zum Beispiel der tragische Tod eines Helden oder der gemeinsame Tod eines Liebespaars in der letzten Szene überhöht oder verklärt wird (zum Beispiel in Schwanensee), oder wenn der der Geschichte zu Grunde liegende Konflikt einer magischen oder mythischen Lösung zugeführt wird (zum Beispiel in Sylvia). Die entsprechende Nummer trägt dann auch die Bezeichnung „Apotheose“.

## Die Apotheose in der bildenden Kunst und in der Musik
Die Apotheose bedeutender Persönlichkeiten ist auch ein Gegenstand in der bildenden Kunst.
In der Musik ist die Apotheose abzugrenzen vom Tombeau, einem Stück im Stil eines verstorbenen Komponisten.